# Malaysian Open 2014 - Qualificazioni singolare
Le qualificazioni del singolare  del Malaysian Open 2014 sono state un torneo di tennis preliminare per accedere alla fase finale della manifestazione. I vincitori dell'ultimo turno sono entrati di diritto nel tabellone principale. In caso di ritiro di uno o più giocatori aventi diritto a questi sono subentrati i lucky loser, ossia i giocatori che hanno perso nell'ultimo turno ma che avevano una classifica più alta rispetto agli altri partecipanti che avevano comunque perso nel turno finale.

## Teste di serie
1. James Ward (Qualificato)
2. Jeevan Nedunchezhiyan (ultimo turno)
3. Takuto Niki (ultimo turno)
4. Kento Takeuchi (Qualificato)

1. Philipp Petzschner (Qualificato)
2. Bumpei Sato (ultimo turno)
3. N Vijay Sundar Prashanth (ultimo turno)
4. Oliver Marach (Secondo turno, ritirato)

## Qualificati
1. James Ward
2. Philipp Petzschner

1. Philipp Oswald
2. Kento Takeuchi

## Tabellone

### Legenda
| - Q = Qualificato - WC = Wild card - LL = Lucky loser | - ALT = Alternate - SE = Special Exempt - PR = Protected Ranking | - w/o = Walkover - r = Ritirato - d = Squalificato |

### Tabellone

#### Sezione 1
|  | Secondo turno | Secondo turno            | Secondo turno  | Secondo turno | Secondo turno |  |  | Ultimo turno | Ultimo turno             | Ultimo turno             | Ultimo turno | Ultimo turno |  |
|  |               |                          |                |               |               |  |  |              |                          |                          |              |              |  |
|  | 1             | James Ward               | James Ward     | 6             | 6             |  |  |              |                          |                          |              |              |  |
|  | WC            | Hao Sheng Koay           | Hao Sheng Koay | 0             | 0             |  |  | 1            | James Ward               | James Ward               | 6            | 6            |  |
|  |               | John Peers               | 64             | 6             | 1             |  |  | 7            | N Vijay Sundar Prashanth | N Vijay Sundar Prashanth | 2            | 1            |  |
|  | 7             | N Vijay Sundar Prashanth | 7              | 4             | 6             |  |  |              |                          |                          |              |              |  |

#### Sezione 2
|  | Primo turno    | Primo turno                        | Primo turno                        | Primo turno | Primo turno |  |  | Secondo turno | Secondo turno         | Secondo turno         | Secondo turno      | Secondo turno      |   |   | Ultimo turno | Ultimo turno          | Ultimo turno          | Ultimo turno | Ultimo turno |  |
|  |                |                                    |                                    |             |             |  |  |               |                       |                       |                    |                    |   |   |              |                       |                       |              |              |  |
|  |                |                                    |                                    |             |             |  |  |               |                       |                       |                    |                    |   |   |              |                       |                       |              |              |  |
|  |                |                                    |                                    |             |             |  |  | 2             | Jeevan Nedunchezhiyan | Jeevan Nedunchezhiyan | 6                  | 6                  |   |   |              |                       |                       |              |              |  |
|  | Joe Cooper     | Joe Cooper                         | Joe Cooper                         | 3           | 3           |  |  |               | Stefan Merunka        | Stefan Merunka        | 0                  | 0                  |   |   |              |                       |                       |              |              |  |
|  | Stefan Merunka | Stefan Merunka                     | Stefan Merunka                     | 6           | 6           |  |  |               |                       |                       |                    |                    |   |   | 2            | Jeevan Nedunchezhiyan | Jeevan Nedunchezhiyan | 5            | 2            |  |
|  | WC             | Muhammad-Ashaari Bin Zainal Abidin | Muhammad-Ashaari Bin Zainal Abidin | 3           | 3           |  |  |               |                       | 5                     | Philipp Petzschner | Philipp Petzschner | 7 | 6 |              |                       |                       |              |              |  |
|  |                | Scott Lipsky                       | Scott Lipsky                       | 6           | 6           |  |  |               | Scott Lipsky          | Scott Lipsky          | 4                  | 4                  |   |   |              |                       |                       |              |              |  |
|  |                |                                    |                                    |             |             |  |  | 5             | Philipp Petzschner    | Philipp Petzschner    | 6                  | 6                  |   |   |              |                       |                       |              |              |  |
|  |                |                                    |                                    |             |             |  |  |               |                       |                       |                    |                    |   |   |              |                       |                       |              |              |  |

#### Sezione 3
|  | Primo turno       | Primo turno                | Primo turno                | Primo turno | Primo turno |  |  | Secondo turno | Secondo turno              | Secondo turno              | Secondo turno  | Secondo turno |   |   | Ultimo turno | Ultimo turno | Ultimo turno | Ultimo turno | Ultimo turno |  |
|  |                   |                            |                            |             |             |  |  |               |                            |                            |                |               |   |   |              |              |              |              |              |  |
|  |                   |                            |                            |             |             |  |  |               |                            |                            |                |               |   |   |              |              |              |              |              |  |
|  |                   |                            |                            |             |             |  |  | 3             | Takuta Niki                | Takuta Niki                | 6              | 6             |   |   |              |              |              |              |              |  |
|  | WC                | Syed Mohd Agil Syed Naguib | Syed Mohd Agil Syed Naguib | 6           | 6           |  |  | WC            | Syed Mohd Agil Syed Naguib | Syed Mohd Agil Syed Naguib | 3              | 0             |   |   |              |              |              |              |              |  |
|  | WC                | Mohd Assri Merzuki         | Mohd Assri Merzuki         | 0           | 3           |  |  |               |                            |                            |                |               |   |   | 3            | Takuta Niki  | 3            | 6            | 3            |  |
|  | Santiago González | Santiago González          | Santiago González          | 4           | 3           |  |  |               |                            |                            | Philipp Oswald | 6             | 3 | 6 |              |              |              |              |              |  |
|  | Philipp Oswald    | Philipp Oswald             | Philipp Oswald             | 6           | 6           |  |  |               | Philipp Oswald             | Philipp Oswald             | 3              |               |   |   |              |              |              |              |              |  |
|  |                   |                            |                            |             |             |  |  | 8             | Oliver Marach              | Oliver Marach              | 0              | r             |   |   |              |              |              |              |              |  |
|  |                   |                            |                            |             |             |  |  |               |                            |                            |                |               |   |   |              |              |              |              |              |  |

#### Sezione 4
|  | Primo turno            | Primo turno            | Primo turno | Primo turno | Primo turno |  |  | Secondo turno | Secondo turno          | Secondo turno          | Secondo turno | Secondo turno |   |   | Ultimo turno | Ultimo turno   | Ultimo turno   | Ultimo turno | Ultimo turno |  |
|  |                        |                        |             |             |             |  |  |               |                        |                        |               |               |   |   |              |                |                |              |              |  |
|  |                        |                        |             |             |             |  |  |               |                        |                        |               |               |   |   |              |                |                |              |              |  |
|  |                        |                        |             |             |             |  |  | 4             | Kento Takeuchi         | Kento Takeuchi         | 6             | 6             |   |   |              |                |                |              |              |  |
|  | Mithun Murali          | Mithun Murali          | 4           | 6           | 2           |  |  |               | Singekrawee Wattanakul | Singekrawee Wattanakul | 2             | 3             |   |   |              |                |                |              |              |  |
|  | Singekrawee Wattanakul | Singekrawee Wattanakul | 6           | 3           | 6           |  |  |               |                        |                        |               |               |   |   | 4            | Kento Takeuchi | Kento Takeuchi | 7            | 6            |  |
|  |                        |                        |             |             |             |  |  |               |                        | 6                      | Bumpei Sato   | Bumpei Sato   | 5 | 3 |              |                |                |              |              |  |
|  |                        |                        |             |             |             |  |  |               | Deivids Juška          | Deivids Juška          | 3             | 2             |   |   |              |                |                |              |              |  |
|  |                        |                        |             |             |             |  |  | 6             | Bumpei Sato            | Bumpei Sato            | 6             | 6             |   |   |              |                |                |              |              |  |
|  |                        |                        |             |             |             |  |  |               |                        |                        |               |               |   |   |              |                |                |              |              |  |